# Intrare în atmosferă

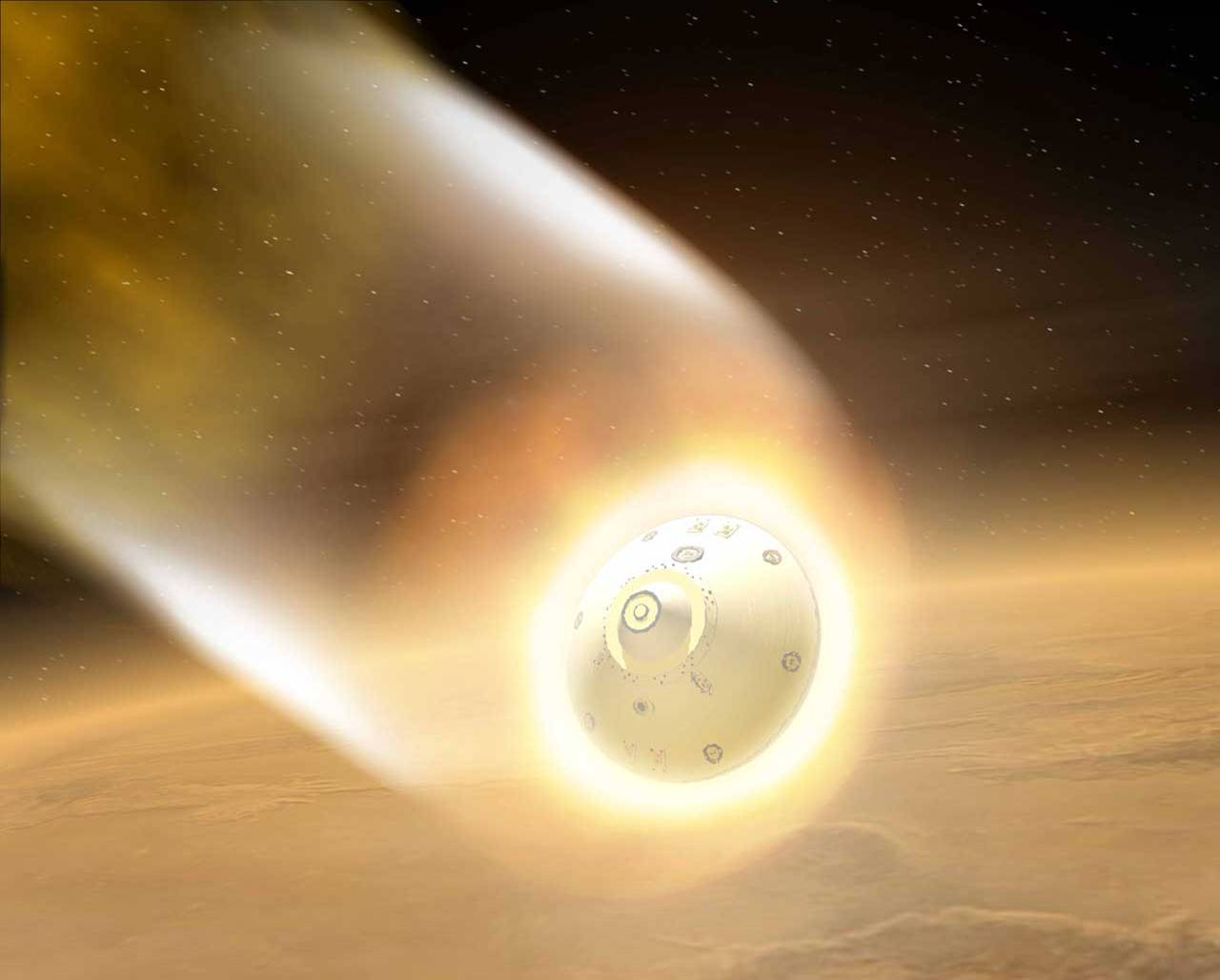
Intrare în atmosfera marțiană a "misiunii" Mars Exploration Rover

Imagine animată a diferitelor faze pătrunderii meteoroidului în atmosfera Pământului

Intrarea în atmosferă este mișcarea unui corp ceresc creat de om sau natural, care intră atmosfera Pământului (de exemplu) provenind din spațiul cosmic, la o altitudine de cel puțin 100 km (Linia Kármán). 